# Huyang, Yongchun
Huyang (kinesiska: 湖洋) är en köping i sydöstra Kina. Den ligger i Yongchun härad i staden Quanzhou i provinsen Fujian, omkring 120 kilometer sydväst om provinshuvudstaden Fuzhou. Antalet invånare är 14 849. Befolkningen består av 7 449 kvinnor och 7 400 män. Barn under 15 år utgör 17,0 %, vuxna 15-64 år 64 %, och äldre över 65 år 17,0 %.